# Aula d'acollida

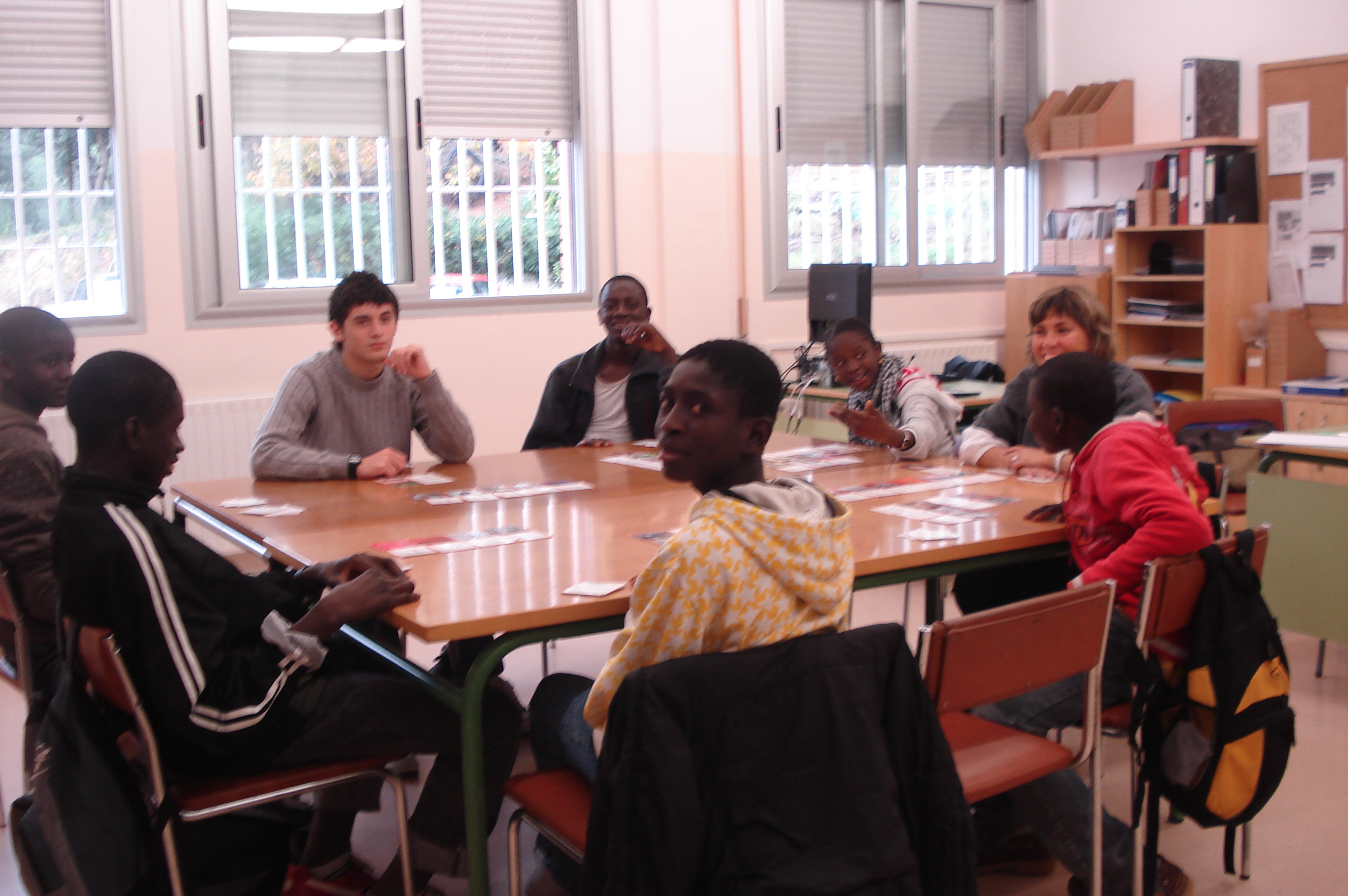

L'aula d’acollida és un mètode educatiu per a donar resposta a les necessitats de l’alumnat nouvingut. Aquesta eina facilita l’atenció personalitzada i adequada per a aquest tipus d'alumnat. Aquesta estructura organitzativa garanteix l'adquisició d’una competència lingüística per part de l’alumnat, i ofereix un currículum adaptat per tal que aquest es vagi integrant a les aules ordinàries, vetllant, també, per les seves necessitats emocionals i personals.

## Alumnat nouvinguts
Es considera alumnat nouvingut aquell que s'ha incorporat en els darrers vint-i-quatre mesos en el sistema educatiu català.
L’arribada de l’alumnat nouvingut al centre és un repte per a la comunitat educativa, ja que sovint els educands presenten desigualtats de condicions envers el grup ordinari i, per tant, s'ha de procurar reduir al màxim les condicions perjudicials per a ells. Sovint, els i les alumnes nouvinguts/des presenten dificultats educatives com podrien ser l’analfabetisme, fins i tot de la seva llengua natal, problemes a l’hora de relacionar-se amb el grup i amb l'entorn familiar.
Gràcies al paper acollidor d’aquestes aules, els i les alumnes estableixen vincles d’amistat tant amb aquells que provenen d’orígens diversos com amb aquells amb qui comparteixen llengua i/o procedència.

## Metodologia
La metodologia de les aules d’acollida es basa en una estratègia pedagògica que fomenta el treball cooperatiu, les relacions personals per afavorir l’aprenentatge mutu i l’apropament de la llengua mitjançant les vivències quotidianes. Aquesta tracta de donar a conèixer la llengua catalana no tant per a l'ensenyament íntegre de la gramàtica i el vocabulari, sinó que tracta de fer-ho per mitjà de projectes i tallers en relació amb les diferents àrees i matèries del currículum ordinari perquè així es desenvolupin totes les competències lingüístiques.
Per facilitar la comprensió de la nova llengua s'incorporen mitjans recreatius com murals, mapes, esquemes, dinàmiques interactives, l'ús les TAC i jocs perquè associïn els nous conceptes de manera lúdica.
Aquests mètodes d’ensenyament-aprenentatge van dirigits a la correcta adhesió dels nouvinguts al grup-classe de referència.

## Organització i adaptació del currículum
Fent referència a l'organització, les aules d’acollida combinen el seu l’horari amb el de l’aula ordinària. Primerament, es fa una avaluació inicial de l’alumne/a nouvingut/da per així saber el grau de coneixement de la llengua, les seves necessitats educatives, l'edat i la seva procedència. Depenent del centre, els i les alumnes poden ser agrupats/des segons la seva llengua materna o l'escolarització prèvia per així facilitar la tasca educativa. Es procura que no hi hagi més de 12 alumnes per aula, i si es dona el cas, s'augmentarà el nombre d'aules i/o professionals.
Quan els i les alumnes presenten diverses nocions bàsiques del llenguatge es proporciona un pla individualitzat que s'adeqüi al procés d’aprenentatge i metodologies que facilitin la ràpida incorporació a la dinàmica del grup ordinari.
Així doncs, segons les necessitats lingüístiques i acadèmiques, els i les alumnes sortiran les hores que siguin necessàries de l'aula ordinària, generalment en hores de Llengua Catalana o Llengua Castellana, per anar a l’aula d’acollida. En matèries en les quals hi ha menys càrrega lingüística (educació física, educació visual i plàstica, etc.) l'alumnat pot assistir a l'aula ordinària per així socialitzar i relacionar-se amb l'alumnat autòcton. En cap cas els i les alumnes podran assistir a la totalitat de l'horari lectiu a aquest recurs, ja que impossibilitaria la relació amb els companys i companyes i l'aprenentatge actiu de la llengua.
L'aula d'acollida romandrà oberta el total d'hores lectives que obre el centre, és a dir, 25 a primària i 30 a secundària. A primària, la totalitat de les hores seran destinades per l'acolliment dels i de les alumnes i, a secundària, només se'n destinaran 18 de les 30 hores.
L'alumnat pot romandre a l'aula d'acollida un període de 24 mesos (36 mesos en casos excepcionals) donat que es tracta d'un recurs temporal, limitat i transitori per finalment incorporar-se al grup-classe de referència.
D'aquesta manera, l'aula d'acollida esdevé un espai obert on es promou l'educació inclusiva; un espai flexible que s'adapta constantment a les necessitats de l'alumnat i un espai dinàmic que intervé en l'acció educativa del centre formant part dels processos de reflexió pedagògica.

## Objectius
L’aula d’acollida té com a principi bàsic garantir l’aprenentatge de la llengua. Aquest espai procura que els i les alumnes que hi assisteixen puguin assolir un nivell bàsic de comprensió i expressió (nivell A2) i facilitar-los l'accés al currículum ordinari; també busca donar resposta als aspectes emocionals del procés d'acollida i garantir la correcta socialització i integració de l'alumnat, tant en l'entorn educatiu com en el comunitari. Això s'obté mitjançant una atenció individualitzada i adaptada a les necessitats de l'alumnat i una adequada comunicació amb les famílies. Per aconseguir també aquest objectiu el centre educatiu ha de proporcionar a les famílies la informació adequada sobre el sistema escolar, així com el funcionament del centre, l’ús de les llengües, el procés d’integració dels i de les alumnes i de la possibilitat de sol·licitar ajuts.

## Tutor
El tutor de l’aula d’acollida ha de ser el referent més clar per l’alumne nouvingut. Preferiblement, aquest ha de ser un docent estable al centre amb prèvia experiència en l'ensenyament de llengües i amb el domini de les tecnologies de l'aprenentatge i la comunicació (TAC).
Com a referent dels alumnes, ha de complir funcions com:
• Coordinar l'avaluació inicial i col·laborar en l'elaboració dels plans individualitzats, realitzant adaptacions curriculars si necessari, d'acord amb les necessitats educatives de cada alumne/a.
• Gestionar l’aula d’acollida. Planificar els recursos i les actuacions, les metodologies que s'aplicaran i els mètodes avaluatius de processos i resultats.
• Aplicar plans d’immersió lingüística per a l’adquisició de la llengua.
• Facilitar l’accés de l'alumnat nouvingut al currículum ordinari.
• Promoure la integració dels alumnes nouvinguts a les corresponents aules de referència.
• Col·laborar en la sensibilització i introducció de l'educació intercultural en el procés educatiu dels alumnes nouvinguts.
• Coordinar-se amb els docents responsables de llengua, interculturalitat i cohesió social del centre i amb els professionals especialistes dels serveis educatius.
• Participar en les reunions dels equips docents i comissions d’avaluació, per coordinar actuacions i fer el seguiment dels/de les alumnes a fi d’assegurar la coherència educativa entre l'aula ordinària i l'aula d'acollida.
A més a més, també ha d'abordar situacions de rebuig cap a l'alumnat nouvingut, acompanyar-lo davant de situacions que per a ell poden ser noves i/o estranyes, mantenir una relació estreta amb el grup classe de referència i amb les famílies i interessar-se per la correcta integració i el correcte procés d'aprenentatge d'aquest alumnat.

## Avaluació
Donat que el tutor ha d'abastir les necessitats educatives de perfils completament diferents (edats, procedències, madureses, llengües, etc.) resulta impossible realitzar una única estratègia d'avaluació.
D'aquesta manera, es vetlla per una observació constant de l'alumnat i es procura avaluar els processos més enllà dels resultats obtinguts. No obstant això, s'avalua a l'alumnat d'acord amb els objectius plasmats en el seu pla individualitzat, els quals determinaran el seu pas a l'aula ordinària.
L'avaluació referent a l'adquisició del nivell de llengua no és individualitzada, ja que s'elabora segons el temps que es preveu que l'alumnat romandrà a l'aula d'acollida.
Així doncs, resulta beneficiosa la comunicació entre el tutor de l'aula d'acollida i els professors de les diferents matèries per a garantir una correcta avaluació i gestió dels aprenentatges de l'alumnat, ja que això repercutirà a l'hora de crear materials i recursos per a la transició dels/de les alumnes a l'aula de referència.

## Estadístiques
D'acord amb algunes enquestes realitzades en el territori català per part d'alguns estudis sobre educació, es poden observar diverses conclusions i/o opinions sobre l'aula d'acollida.
Sovint es destaca la favorable i beneficiosa relació socioafectiva entre els professionals de l'aula, l'alumnat i les seves famílies. Aquest espai esdevé una illa de confiança i seguretat que permet el correcte desenvolupament i la correcta integració de l'alumnat a la nova comunitat educativa. També es remarca la importància de l'aula d'acollida en tant que resulta un element fonamental perquè els i les alumnes vencin la seva timidesa i participin activament en l'aula ordinària. No obstant això, sovint l'alumnat també veu l'aula ordinària com un "espai-amenaça", ja que presenta mancances lingüístiques i instrumentals i, també, es veu allunyat del tutor de la classe de referència per una actitud poc propera.
D'altra banda, s'assenyala de manera crítica la manca de recursos i la poca valoració que reben els i les professionals de l'aula. També es critica la poca coordinació entre el professorat de l'aula ordinària i el de l'aula d'acollida. A més a més, molts/es professors/es, creuen que és impossible que en dos anys es pugui ensenyar completament la llengua (sent aquest el període màxim que l'alumnat pot gaudir d'aquest recurs).
També s'ha demostrat que la segregació completa de l'alumnat a l'aula d'acollida resulta perjudicial per a aquest, donat que se'l priva de la utilització de la llengua com a mitjà socialitzador. D'aquesta manera, un correcte aprenentatge de la llengua depèn, en gran manera, de les hores que l'alumnat roman en l'aula ordinària.

## Estudis
A l'aula d'acollida s'agrupa l'alumnat seguint la forma Streaming que es basa en la creació de grups homogenis separant els i les estudiants segons el seu rendiment i nivell. S'ha demostrat que aquest mètode no aconsegueix l'èxit de tothom i tampoc genera un clima d'igualtat ni de bona convivència a l'aula, sinó que provoca classisme i racisme. D'aquesta manera, l'alumnat segregat és etiquetat i sovint cau en l'exclusió social o l'absentisme, mentre que a l'aula ordinària es fomenta la competitivitat i l'etnocentrisme.
S'ha demostrat doncs, que la forma d'agrupació que accelera els aprenentatges de les persones nouvingudes és l'agrupació Inclusion, la qual es basa en la incorporació d'un educador més a l'aula per així poder abastir totes les necessitats educatives de l'alumnat. Mitjançant aquests grups heterogenis es crea un clima de cooperació i solidaritat a l'aula que propicia un aprenentatge significatiu, tant de les competències lingüístiques com de totes aquelles que integren el currículum escolar. D'aquesta manera, aquells recursos humans utilitzats en l'Streaming per dividir a l'alumnat, s'utilitzen de manera inclusiva per donar ajuda a l'alumnat en el context de l'aula de referència, orientada a l'èxit acadèmic, personal i social d'aquest.
Podem concloure que, encara que aquest recurs es crea amb l'objectiu d'igualar les oportunitats educatives i socials dels usuaris i de les usuàries s'ha conclòs que acaba esdevenint una mesura segregadora.
Com s'ha dit abans, s'ha demostrat que el que realment accelera l'aprenentatge de la llengua és la interacció amb les persones autòctones, per tant, la mesura que resultaria efectiva pels i per les alumnes nouvinguts/des seria introduir un/a Mestre/a en Educació Especial perquè així puguin rebre l'atenció que necessiten sense ser exclosos/es del grup-classe.